# Nada!
Nada! è il terzo album in studio dei Death in June. È stato pubblicato nel 1985 dall'etichetta discografica di proprietà del leader del gruppo Douglas Pearce, la New European Recordings.

## Tracce
Lato A
1. Honour of Silence - 3:17
2. The Calling (Mk II) - 5:32
3. Leper Lord - 1:13
4. Rain of Despair - 4:21
5. Foretold - 4:49

Lato B
1. Behind the Rose (Fields of Rape) - 2:46
2. She Said Destroy - 3:32
3. Carousel - 4:46
4. C'est un rêve - 3:24
5. Crush My Love - 4:13

## Formazione
- Douglas Pearce
- Christ '93' (David Tibet)
- Patrick Leagas
- Richard Butler